# Икономическа политика
Икономическа политика е политиката на правителствата в областта на икономиката.
Включва мерки за определяне на лихвите, държавния бюджет, трудовия пазар, държавната собственост и много области на държавна намеса в икономиката.
Икономическата политика е определяна от една страна от съответните политики на управлаващите партии и се осъществява суверенно от държавите, но от друга страна много често наднационални международни институции (като МВФ и СБ) осъществяват, със съгласието на правителствата на отделни страни, финансова намеса посредством предоставянето им на държавни заеми.